# Каделло, Диего Грегорио
Диего Грегорио Каделло (итал. Diego Gregorio Cadello; 1 марта 1735, Кальяри, Сардинское королевство — 5 июля 1807, Кальяри, Сардинское королевство) — итальянский куриальный кардинал. Архиепископ Кальяри с 29 января 1798 по 5 июля 1807. Кардинал-священник с 17 января 1803 по 5 июля 1807.